# Unione di comuni lombarda San Giorgio e Bigarello
Unione comuni Lombarda San Giorgio e Bigarello è stata l'unione dei comuni di San Giorgio di Mantova e Bigarello, così denominata nel marzo 2016.
Il 9 settembre 2018 si è tenuto un referendum popolare che ha dato parere favorevole alla fusione dei due comuni, per formare il nuovo comune di San Giorgio Bigarello.